# SIPA S.901
Le SIPA S.901 est un avion léger biplace de tourisme et d'entraînement, construit en France par la Société industrielle pour l'aéronautique (SIPA) à la fin des années 1940.

## Variantes
Les variantes suivantes ont été produites :
- S.90
- S.901
- S.902
- S.903
- S.904
- S.91
- S.92
- S.93
- S.94